# Giuseppe Maretto
Giuseppe Maretto (Milano, 26 marzo 1908 – 1984) è stato uno scultore, pittore, smaltatore e medaglista italiano attivo principalmente a Milano nella prima metà del Novecento.

## Biografia
Espose giovanissimo alla V Triennale di Milano del 1933 con tre sculture: una formella per la IV stazione della Via Crucis e il bassorilievo Mosè fa scaturire l'acqua dalla roccia nel Padiglione della mostra d'arte sacra; nel padiglione Mostra dell'Abitazione (arcch. Scoccimarro, Zanini e Midena) presentò, nel contesto della Casa dell'Aviatore, una statua da giardino con titolo La Vittoria.
Del 1937-1939 le due statue gemelle monumentali poste sul palazzo progettato dal Lancia dirimpetto a Palazzo Mezzanotte in piazza degli Affari a Milano. Del 1932 la fontana con statua di Sant'Antonio di Padova che predica ai pesci, posta di fronte al santuario di Sant'Antonio di Padova di via Farini sempre a Milano, danneggiata, probabilmente a opera di vandali, il 18 settembre 2020. Sua anche la fontana monumentale con scultura raffigurante un "dio del fiume" sulle cui membra si attorciglia una serpe che orna il cortile della celebre Casa della Fontana (architetti Rino Ferrini e Franco Bruni, 1934-1936) di viale Vittorio Veneto 24. Per la chiesa di Sant'Elena di Quarto Cagnino scolpì L'invenzione della Croce; per il duomo di Milano la statua di Santa Lucia; per la chiesa di San Gioachimo una Via Crucis in rame.
Il Maretto ebbe anche una intensa attività di smaltatore e di medaglista.